# Найостанніший день (фільм, 1973)
«Найостанніший день» — радянський телефільм-спектакль, знятий за однойменною п'єсою Бориса Васильєва у 1973 році.

## Сюжет
У свій останній робочий день, дільничний, щой йде на пенсію, молодший лейтенант міліції Семен Митрофанович Ковальов, як зазвичай, обходить дільницу і вирішує проблеми, які накопичилися. Серед звичайних справ, розбору кляуз і бесід з п'яницями він знаходить час для сусідської дівчини Алли, що потрапила під вплив ватажка злодійської зграї. Побачивши її в компанії молодого чоловіка, схожого за описом на якогось Валеру, підозрюваного в крадіжці, він намагається затримати його, але гине від нанесеного смертельного удару.

## У ролях
- Михайло Жаров — Семен Митрофанович Ковальов
- Юрій Васильєв — Анатолій
- Євген Весник — Бизін
- В'ячеслав Єзепов — Валерій
- Петро Константинов — Леонтій Савич
- Віталій Коняєв — Кукушкін, слюсар-водопровідник
- Ірина Ликсо — Агнеса Павлівна
- Едуард Марцевич — Сергій
- Георгій Оболенський — слідчий
- Тетяна Панкова — Марія Тихонівна Лукошина
- Тамара Торчинська — Алка
- Віктор Хохряков — комісар
- Ольга Чуваєва — Віра Кукушкіна
- Володимир Мітюков — міліціонер
- Олександр Пронін — черговий
- Євген Буренков — Кирило Миколайович, виконроб
- Борис Телегін — гість
- В. Баришев — епізод
- Ю. Фомін — епізод
- Маргарита Фоміна — епізод
- Галина Буканова — епізод

## Знімальна група
- Режисер-постановник: Борис Равенських
- Сценарист: Борис Васильєв
- Режисер: Віталій Іванов
- Оператор-постановник: І. Колганова
- Оператор: Г. Бистров
- Звукооператор: Л. Улькін
- Грим: Ю. Фоміна
- Монтажер: Н. Кокорєва
- Редактор: А. Шершова
- Директор картини: А. Кольосов